# سبورتاكس
سبورتاكس، هي شخصية خيالية أدى دورها ماغنوس سكيفينغ، ظهرت في مسلسل الكرتون لايزي تاون.
يتميز سبورتاكس بعضلاته وقدرته على الشقلبات المتكررة، وهو الحامي للايزي تاون وأكثر شخصية تحبه هي ستيفاني.

## الشخصية
سبورتكس شخص لطيف، يمضي معظم وقته في التمارين الرياضية يقوم بالشقلبات والحركات الصعبة.

### المظهر
يرتدي دائما اللباس الأزرق يلبس النظارات في حال قام بالانطلاق على طائرته يملك رمز 10 على صدره ويشع كلما وقع شخص في خطر.